# 가니타역
가니타역(일본어: 蟹田駅)은 일본 아오모리현 히가시쓰가루군 소토가하마정에 위치한 동일본 여객철도 쓰가루선의 철도역으로 단선 · 섬식의 형태를 합친 2면 3선의 구조를 갖춘 지상역이며 쓰가루선의 사실상 종착역이기도 하다.

## 타는 곳
| 1 | ■ 쓰가루 선 | 상행 | 아오모리 방면 | (당역 시발)                                                |
| 2 | ■ 쓰가루 선 | 상행 | 아오모리 방면 | (당역 시발)                                                |
| 3 | ■ 쓰가루 선 | 하행 | 민마야 방면   | (2022년 8월 집중호우로 인한 토사 유실로 폐쇄 및 운행 중단) |

## 이용 현황
| 승차 인원 추이 | 승차 인원 추이 |
| 연도           | 1일 평균       |
| -------------- | -------------- |
| 2000           | 412            |
| 2001           | 381            |
| 2002           | 357            |
| 2003           | 314            |
| 2004           | 295            |
| 2005           | 260            |
| 2006           | 257            |
| 2007           | 247            |
| 2008           | 241            |
| 2009           | 231            |
| 2010           | 229            |
| 2011           | 227            |
| 2012           | 221            |
| 2013           | 218            |
| 2014           | 206            |
| 2015           | 209            |

## 역 주변
- 국도 제280호선
- 소토가하마 정청
- 가니타 항
- 가니타 강

## 인접 역
| 쓰가루 선            | 쓰가루 선   | 쓰가루 선              |
| -------------------- | ----------- | ---------------------- |
| 세헤지 아오모리 방면 | ■ 쓰가루 선 | 나카오구니 민마야 방면 |